# Coenonympha chrysoaspida
Coenonympha chrysoaspida är en fjärilsart som beskrevs av Hans Fruhstorfer 1910. Coenonympha chrysoaspida ingår i släktet Coenonympha och familjen praktfjärilar. Inga underarter finns listade i Catalogue of Life.